# 彥根車站
彥根車站（日语：／ Hikone eki */?）是一由西日本旅客鐵道（JR西日本）與近江鐵道所共用的鐵路車站，位於日本滋賀縣彥根市古澤町，是JR西日本琵琶湖線（本身是東海道本線的一部份）與近江鐵道本線的交會車站，也是所在地彥根市的主車站。在JR西日本部分，本站隸屬於JR西日本京都支社的管轄範圍，屬JR西日本大阪近郊都會路線網都市網路（アーバンネットワーク）範圍內的車站之一。至於近江鐵道部分，彥根車站是該公司車輛基地的所在地，由於裡面放置了許多該公司曾經使用過的各式舊型車輛，因此特別設置了「近江鐵道博物館」（近江鉄道ミュージアム）對外公開展覽。
位於彥根市中心地帶的彥根車站周圍圍繞了許多該市重要的公共與商業建築，其車站西口正面約500公尺處可以見到幕府時代彥根藩井伊氏一族的根據地、彥根城，而西口的站前廣場中央也可見到初代藩主井伊直政的騎馬塑像。
彥根車站曾在2003年時，入選第四回的近畿車站百選。

## 車站

### JR西日本
對向式月台2面2線的地面車站，設有跨站式站房。1號與2號月台之間設有一條無月台的中線。2007年（平成19年）3月18日開設了新的東口。

#### 月台配置
| 月台 | 路線     | 方向 | 目的地               |
| ---- | -------- | ---- | -------------------- |
| 1    | 琵琶湖線 | 上行 | 米原、長濱、大垣方向 |
| 2    | 琵琶湖線 | 下行 | 草津、京都、大阪方向 |

### 近江鐵道
島式月台1面2線的地面車站。

#### 月台配置
| 月台 | 路線  | 方向 | 目的地                                   |
| ---- | ----- | ---- | ---------------------------------------- |
| 1    | ■本線 | 下行 | 多賀大社前、八日市、近江八幡、貴生川方向 |
| 2    | ■本線 | 上行 | 鳥居本、米原方向                         |

## 使用情況
根據「滋賀縣統計書」與「彥根市統計」，1日平均上車人次如下表。
| 年度   | JR西日本         | 近江鐵道         |
| 年度   | 1日平均 上車人次 | 1日平均 上車人次 |
| ------ | ---------------- | ---------------- |
| 1992年 | 9,662            |                  |
| 1993年 | 9,847            |                  |
| 1994年 | 9,767            |                  |
| 1995年 | 9,802            |                  |
| 1996年 | 9,718            |                  |
| 1997年 | 9,493            |                  |
| 1998年 | 9,477            |                  |
| 1999年 | 9,358            |                  |
| 2000年 | 9,340            |                  |
| 2001年 | 9,198            |                  |
| 2002年 | 9,050            |                  |
| 2003年 | 9,086            | 773              |
| 2004年 | 9,251            | 807              |
| 2005年 | 9,382            | 837              |
| 2006年 | 9,767            | 1,249            |
| 2007年 | 10,119           | 1,313            |
| 2008年 | 10,339           | 1,497            |
| 2009年 | 10,229           | 1,386            |
| 2010年 | 10,040           | 1,429            |
| 2011年 | 10,184           | 1,459            |
| 2012年 | 10,396           | 1,400            |
| 2013年 | 10,750           | 1,407            |
| 2014年 | 10,509           | 1,336            |
| 2015年 | 10,821           | 1,319            |
| 2016年 | 10,871           | 1,371            |
| 2017年 | 10,889           | 1,410            |
| 2018年 | 10,717           |                  |

## 相鄰車站
西日本旅客鐵道
 琵琶湖線（東海道本線）
- 特急「琵琶湖特快」停車站

■新快速（此站起往米原方向各站停車）
米原（JR-A12）－彥根（JR-A13）－能登川（JR-A17）
■普通（過京都或高槻以西變為快速列車，部分班次過野洲以西變成新快速列車）
米原（JR-A12）－彥根（JR-A13）－南彥根（JR-A14）
近江鐵道
■本線（彥根、多賀大社線）
鳥居本（OR03）－彥根（OR04）－彥根芹川（OR05）

### 統計資料
1. ↑  平成4年滋賀県統計書[]
2. ↑  平成5年滋賀県統計書[]
3. ↑  平成6年滋賀県統計書[]
4. ↑  平成7年滋賀県統計書[]
5. ↑  平成8年滋賀県統計書[]
6. ↑  平成9年滋賀県統計書[]
7. ↑  平成10年滋賀県統計書[]
8. ↑  平成11年滋賀県統計書[]
9. ↑  平成12年滋賀県統計書[]
10. ↑  平成13年滋賀県統計書[]
11. ↑  平成14年滋賀県統計書[]
12. ↑  平成15年滋賀県統計書[]
13. ↑  平成16年滋賀県統計書[]
14. ↑  平成17年滋賀県統計書[]
15. ↑  平成18年滋賀県統計書[]
16. ↑  平成19年滋賀県統計書[]
17. ↑  平成20年滋賀県統計書[]
18. ↑  平成21年滋賀県統計書[]
19. ↑  平成22年滋賀県統計書[]
20. ↑  .   [2020-05-29]. （原始内容存档于2013-05-25）.
21. ↑  .   [2020-05-29]. （原始内容存档于2014-03-16）.
22. ↑  .   [2020-05-29]. （原始内容存档于2015-07-15）.
23. ↑  .   [2020-05-29]. （原始内容存档于2016-06-10）.
24. ↑  .   [2020-05-29]. （原始内容存档于2017-03-14）.
25. ↑  .   [2020-05-29]. （原始内容存档于2018-03-22）.
26. ↑  .   [2020-05-29]. （原始内容存档于2019-04-27）.
27. ↑  平成30年滋賀県統計書PDF

## 外部連結
- 彥根｜車站資訊：JR出門網 - 西日本旅客鐵道
- 彥根站（近江鐵道） （页面存档备份，存于）